# Patrimoni dell'umanità dell'Austria
I patrimoni dell'umanità dell'Austria sono i siti dichiarati dall'UNESCO come patrimonio dell'umanità in Austria, la quale è divenuta parte contraente della Convenzione sul patrimonio dell'umanità il 18 dicembre 1992.
Al 2021 i siti iscritti nella Lista dei patrimoni dell'umanità sono dodici, mentre dieci sono le candidature per nuove iscrizioni. I primi siti iscritti nella lista sono stati nel 1996 il Centro storico della città di Salisburgo e il Palazzo e giardini di Schönbrunn, durante la ventesima sessione del comitato del patrimonio mondiale. Gli altri siti furono aggiunti nel 1997, 1998, 1999, 2000, 2001 (due), 2011, 2017 e 2021 (due). Undici siti sono considerati culturali, secondo i criteri di selezione, uno naturale; cinque sono parte di siti transnazionali. Un sito, il Centro storico di Vienna, è stato iscritto nella Lista dei patrimoni dell'umanità in pericolo dalla XLI sessione del Comitato per il patrimonio dell'umanità, il 6 luglio 2017. 

## Siti del Patrimonio mondiale
| Foto | Sito                                                                 | Luogo | Tipo                          | Anno      | Descrizione |
| ---- | -------------------------------------------------------------------- | --- | ----------------------------- | --------- | --- |
|      | Centro storico della città di Salisburgo                             | Salisburgo | Culturale (784; ii, iv, vi)   | 1996      | Salisburgo è riuscita a preservare un tessuto urbano straordinariamente ricco, sviluppato nel periodo dal Medioevo al XIX secolo, quando era una città-stato governata da un principe arcivescovo. La sua arte gotica fiammeggiante attirò molti artigiani e artisti prima che la città diventasse ancora più conosciuta attraverso il lavoro degli architetti italiani Vincenzo Scamozzi e Santino Solari, a cui il centro di Salisburgo deve gran parte del suo aspetto barocco. Questo punto d'incontro dell'Europa settentrionale e meridionale ha forse scatenato il genio del figlio più famoso di Salisburgo, Wolfgang Amadeus Mozart, il cui nome è stato associato alla città da allora. |
|      | Palazzo e giardini di Schönbrunn                                     | Vienna | Culturale (786; i, iv)        | 1996      | Dal XVIII secolo al 1918 Schönbrunn fu la residenza degli imperatori asburgici. È stato progettato dagli architetti Johann Bernhard Fischer von Erlach e Nicolaus Pacassi ed è ricco di eccezionali esempi di arte decorativa. Insieme ai suoi giardini, il sito del primo zoo al mondo nel 1752, è un notevole insieme barocco e un perfetto esempio di Gesamtkunstwerk. |
|      | Paesaggio culturale di Hallstatt-Dachstein / Salzkammergut           | Bad Aussee, Bad Goisern, Gosau, Gröbming, Hallstatt, Obertraun | Culturale (806; iii, iv)      | 1997      | L'attività umana nel magnifico paesaggio naturale del Salzkammergut iniziò in epoca preistorica, con i depositi di sale sfruttati già nel II millennio a.C. Questa risorsa ha costituito la base della prosperità dell'area fino alla metà del XX secolo, prosperità che si riflette nella raffinata architettura della città di Hallstatt. |
|      | Ferrovia del Semmering                                               | Breitenstein, Gloggnitz, Mürzzuschlag, Payerbach, Semmering, Spital am Semmering | Culturale (785; ii, iv)       | 1998      | La ferrovia del Semmering, costruita su 41 km di alte montagne tra il 1848 e il 1854, è una delle più grandi imprese di ingegneria civile di questa fase pionieristica della costruzione ferroviaria. L'elevato standard delle gallerie, dei viadotti e delle altre opere ha garantito il continuo utilizzo della linea fino ai giorni nostri. Attraversa uno spettacolare paesaggio montano e lungo il percorso sono presenti molti edifici di pregio progettati per attività ricreative, costruiti quando l'area fu aperta a causa dell'avvento della ferrovia. |
|      | Città di Graz - Centro storico e Castello Eggenberg                  | Graz | Culturale (931; ii, iv)       | 1999-2010 | Il centro storico di Graz e lo Schloss Eggenberg testimoniano un modello esemplare del patrimonio vivente di un complesso urbano mitteleuropeo influenzato dalla presenza secolare degli Asburgo e dal ruolo culturale e artistico svolto dalle principali famiglie aristocratiche. Sono una miscela armoniosa degli stili architettonici e dei movimenti artistici che si sono succeduti dal Medioevo fino al XVIII secolo, dalle numerose regioni limitrofe dell'Europa centrale e mediterranea. Incarnano un insieme diversificato e altamente completo di esempi architettonici, decorativi e paesaggistici di questi scambi di influenza.                                                    |
|      | Paesaggio culturale della Wachau                                     | Distretto di Krems-Land, Distretto di Melk, Krems an der Donau | Culturale (970; ii, iv)       | 2000      | La Wachau è un tratto della valle del Danubio tra Melk e Krems, un paesaggio di alta qualità visiva. Conserva in forma intatta e visibile molte tracce - in termini di architettura (monasteri, castelli, ruderi), urbanistica (città e villaggi), uso agricolo, principalmente per la coltivazione della vite - della sua evoluzione fin dalla preistoria. |
|      | Paesaggio culturale del lago di Fertő/Neusiedl                       | Burgenland (condiviso con Ungheria) | Culturale (772; v)            | 2001      | La zona del Lago di Fertö / Neusiedl è da otto millenni luogo d'incontro di culture diverse. Lo dimostra graficamente il suo paesaggio variegato, risultato di una simbiosi evolutiva tra l'attività umana e l'ambiente fisico. La particolare architettura rurale dei villaggi che circondano il lago e diversi palazzi del XVIII e XIX secolo si aggiungono al notevole interesse culturale della zona. |
|      | Centro storico di Vienna                                             | Vienna | Culturale (1033; ii, iv, vi)  | 2001      | Vienna si è sviluppata dai primi insediamenti celtici e romani in una città medievale e barocca, la capitale dell'Impero austro-ungarico. Ha svolto un ruolo essenziale come uno dei principali centri musicali europei, dalla grande epoca del classicismo viennese fino alla prima parte del XX secolo. Il centro storico di Vienna è ricco di complessi architettonici, tra cui castelli e giardini barocchi, così come la Ringstraße del tardo XIX secolo fiancheggiata da grandi edifici, monumenti e parchi. |
|      | Siti palafitticoli preistorici attorno alle Alpi                     | Keutschach am See, Nußdorf am Attersee, Seewalchen am Attersee, Unterach am Attersee (altri 106 sono in Francia, Germania, Italia, Slovenia e Svizzera)                                                                             | Culturale (1363; iv, v)       | 2011      | Gli scavi di questi insediamenti palafitticoli preistorici hanno fornito importanti informazioni circa la vita nella regione alpina dell'Europa durante il Neolitico e l'età del bronzo. Cinque sono i siti iscritti in Austria: Keutschacher See a Plescherken, Abtsdorf I e Abtsdorf III a Nußdorf am Attersee, Litzlberg Süd a Seewalchen am Attersee e See a Unterach am Attersee. |
|      | Antiche faggete primordiali dei Carpazi e di altre regioni d'Europa  | Alta Austria, Lunz am See (altri 89 sono in Albania, Belgio, Bosnia ed Erzegovina, Bulgaria, Croazia, Francia, Germania, Italia, Macedonia del Nord, Polonia, Rep. Ceca, Romania, Slovacchia, Slovenia, Spagna, Svizzera e Ucraina) | Naturale (1133; ix)           | 2017      | Questa proprietà transnazionale comprende 94 componenti in 18 paesi. Dalla fine dell'ultima era glaciale, il faggio europeo si è diffuso da poche aree di rifugio isolate nelle Alpi, Carpazi, Dinaridi, Mediterraneo e Pirenei in un breve periodo di poche migliaia di anni in un processo tuttora in corso. L'espansione di successo in un intero continente è legata all'adattabilità e alla tolleranza dell'albero alle diverse condizioni climatiche, geografiche e fisiche. In Austria la serie comprende la foresta di Dürrenstein, presso Lunz am See, e quattro foreste nel Parco nazionale Kalkalpen in Alta Austria.                                                                  |
|      | Grandi città termali d'Europa                                        | Baden bei Wien (Altre 10 si trovano in Belgio, Francia, Germania, Italia, Regno Unito e Rep. Ceca) | Culturale (1613; ii, iii)     | 2021      | La proprietà transnazionale seriale delle Grandi Terme d'Europa è un gruppo selezionato di città termali che è testimonianza di luoghi per la guarigione di dolori e malattie con acque minerali in genere prima che i farmaci industriali si sviluppassero nel XIX secolo. La serie comprende undici storiche città termali in sette stati europei dove l'integrità e l'autenticità delle parti componenti sono evidenti nella loro forma urbana e negli edifici termali componenti. La componente austriaca del sito seriale è Baden bei Wien. |
|      | Frontiere dell'Impero romano - Limes danubiano (sezione occidentale) | Alta Austria, Bassa Austria, Vienna (altri 30 si trovano in Germania e Slovacchia) | Culturale (1608; ii, iii, iv) | 2021      | Copre quasi 600 km dell'intera frontiera del Danubio dell'Impero romano. La proprietà faceva parte della vastissima frontiera dell'Impero romano che circondava il Mar Mediterraneo. Il Limes danubiano (segmento occidentale) riflette le specificità di questa parte della frontiera romana attraverso la selezione di siti che rappresentano elementi chiave come tratti di strada, fortezze legionarie e i loro insediamenti associati a piccoli forti e accampamenti temporanei, e il modo in cui queste strutture si relazionano con la topografia. Le componenti austriache della serie sono 47.                                                                                           |

## Siti candidati
| Foto | Sito                                                          | Luogo | Tipo                               | Anno       | Descrizione |
| ---- | ------------------------------------------------------------- | --- | ---------------------------------- | ---------- | --- |
|      | Bregenzerwald (Foresta di Bregenz)                            | Vorarlberg | Culturale (27; iv, v)              | 01/08/1994 | Un paesaggio impressionante sul lato nord delle Alpi, il Bregenzerwald ha in gran parte mantenuto la sua struttura agricola tradizionale, compresi i tipi specifici di edifici delle fattorie. Nei lunghi villaggi lineari o nucleari sono stati conservati molti dei caratteristici masi del Bregenzerwald del XVIII e XIX secolo. Essi riflettono nelle loro forme e stili la storia economica del paese, le condizioni agricole regionali, ma anche l'inizio precoce dello sviluppo industriale nel Vorarlberg che si incarna nell'architettura rurale del tempo. |
|      | Abbazia di Kremsmünster                                       | Kremsmünster | Culturale (28; i, ii, iii, iv, vi) | 01/08/1994 | L'ampia e monumentale struttura dell'abbazia di Kremsmunster con i suoi preziosi edifici e tesori d'arte risalenti al periodo di fondazione nell'VIII secolo è un esempio eccezionale della continuità spirituale, scientifica e culturale ancora sentita di un monastero benedettino. La funzione spirituale di tali centri, così importante per la storia dell'Occidente, era quella di un istituto di istruzione universale. |
|      | Abbazia di Heiligenkreuz                                      | Heiligenkreuz | Culturale (30; i, ii, iii, iv)     | 01/08/1994 | Ci sono solo pochi monasteri in Europa che hanno mantenuto la loro tradizione monastica continuamente dal XII secolo ai nostri tempi e anche i rispettivi edifici sia nei loro scopi funzionali che rappresentativi. Heiligenkreuz è un eccezionale esempio di questa continuità incarnata nelle componenti romaniche, gotiche e barocche dei locali del monastero, dove le caratteristiche tipiche di un monastero cistercense medievale si riflettono in modo impressionante come la storia architettonica e lo sviluppo di una struttura che è cresciuta sin dal Medioevo e ha incorporato esempi di tutte le epoche successive. |
|      | Castello di Hochosterwitz                                     | Sankt Georgen am Längsee                                                                                            | Culturale (31; i, iii, vi)         | 01/08/1994 | Situato su un cono di roccia in alto sopra il piano sottostante, il castello non è solo un punto di riferimento della Carinzia, ma anche uno dei castelli medievali più imponenti dell'Austria grazie alla sua posizione topografica e al suo tipo di struttura. Inoltre può essere considerato il modello di un castello medievale. Una particolarità è la via di accesso al castello che passa per un totale di 14 porte, particolarmente evidenti per la sua posizione paesaggistica. |
|      | Duomo di Gurk                                                 | Gurk | Culturale (32; i, iii, iv)         | 01/08/1994 | Centro della diocesi omonima fondata nell'XI secolo, l'ex-cattedrale di Gurk è uno degli esempi più significativi di chiese romaniche in Austria. Risale al XII secolo e ha continuato a crescere fino al XVII secolo. Tuttavia, nonostante varie modifiche e aggiunte tardo-medievali e barocche, ha conservato il suo carattere romanico. Ciò vale in particolare per la cripta dei "cento pilastri", luogo di sepoltura del fondatore, Sant'Emma di Gurk. |
|      | Paesaggio culturale di "Innsbruck-Nordkette/Karwendel"        | Innsbruck | Culturale (19; i, ii, iii, iv)     | 23/01/2002 | Innsbruck, che fu fondata all'incrocio di alcune importanti rotte commerciali, fu residenza fin dal Tardo Medioevo di duchi, re tedeschi e imperatori che hanno lasciato le loro tracce sotto forma di sontuosi edifici. Innsbruck è tra le poche grandi città europee a vantare zone abitate di alta montagna. Sembra che le montagne aspre e innevate per la maggior parte dell'anno del Nordkette sorgano proprio dietro il Goldenes Dachl. Ulteriore particolarità è che il distretto di Innsbruck occupa anche una parte importante del Parco alpino del Karwendel, una regione incontaminata è stata preservata a tal punto, che copre un totale di undici aree protette con diversi criteri di protezione. |
|      | Strada del ferro con Erzberg e la città vecchia di Steyr      | Distretto di Leoben, Distretto di Liezen, Distretto di Steyr-Land, Steyr                                            | Culturale (20; i, ii, iii, iv)     | 23/01/2002 | Il centro storico di Steyr e il Wehrgrabenviertel, o quartieri del fossato, formano una simbiosi unica di case medievali ben conservate con un insediamento industriale adiacente ("Steyrdorf" che si fonde con i sobborghi rurali). La regione di Erzberg/Eisenstraße tra le città di Leoben e Hieflau in Stiria è stata plasmata in termini di architettura e paesaggio dalle sue attività di estrazione, fusione e commercio del ferro sin dal Medioevo. |
|      | Parco nazionale Alti Tauri                                    | Distretto di Lienz, Distretto di Sankt Johann im Pongau, Distretto di Spittal an der Drau, Distretto di Zell am See | Naturale (1645; vii, viii, ix, x)  | 11/02/2003 | L'area della zona centrale del Parco nazionale Alti Tauri è uno degli ultimi paesaggi primari post-glaciali dell'Europa centrale all'interno della formazione geologicamente unica del "Tauernfenster", un'enorme finestra tettonica che offre una visione dello strato tettonico più profondo delle Alpi orientali. Coprendo un'area di circa 900 km2 (di cui il 15% glaciale, offrendo un inventario completo delle caratteristiche del paesaggio glaciale) nella zona di confine tra Carinzia, Salisburghese e Tirolo, l'intero parco nazionale è un vasto paesaggio naturale incontaminato che si estende da un'altitudine di 1 000 m nelle valli a ben oltre 3000 m sul livello del mare nelle vette, compresa la montagna più alta dell'Austria, il Großglockner (3,798 m). A causa della sua diversità geologica e geomorfologica, la sua biodiversità oltre che per i processi ecologici ed evolutivi che qui si svolgono costantemente, l'area ha un valore universale eccezionale. |
|      | Hall in Tirol - la zecca                                      | Hall in Tirol | Culturale (5801; i, ii, iv)        | 01/02/2013 | Tre importanti capisaldi hanno contribuito alla ricchezza di Hall in Tirol: la produzione del sale, l'essere punto di scambio per la navigazione sul fiume Inn e la Zecca del Sovrano. Il centro storico, rimasto straordinariamente intatto, rappresenta un esempio di urbanistica medievale. Gli edifici risalenti al XV e XVI secolo formano un insieme unico in stile tardo gotico. Le antiche ricchezze sono illustrate dalla sostanza edilizia secolare ed ecclesiastica conservata. Il centro abitato è circondato dalla cinta muraria, i cui resti sono ancora visibili nella parte settentrionale del centro. La città vecchia è topograficamente divisa in una città alta e una città bassa, ciascuna con la propria piazza cittadina. |
|      | Strada alpina del Großglockner / Großglockner-Hochalpenstraße | Fusch an der Großglocknerstraße, Heiligenblut am Großglockner                                                       | Culturale (6074; i, ii, iv)        | 12/01/2016 | La Strada alpina del Großglockner è una strada di valico e uno dei punti di riferimento turistici più importanti dell'Austria. L'imponente cornice di questo percorso panoramico alpino unisce l'arte della costruzione di strade di montagna a una singolare esperienza naturalistica e paesaggistica, che attraversa il cuore del Parco nazionale Alti Tauri, protetto dal 1992, una delle riserve naturali più grandi dell'Europa centrale. Completata nel 1935 la strada alpina ha reso accessibile la montagna più alta dell'Austria, il Großglockner (3.798 m) e il ghiacciaio più lungo delle Alpi orientali, il Pasterze. Con un'altitudine di 2.504 metri al Passo Hochtor, è la strada di montagna asfaltata più alta dell'Austria. Per un totale di 48 chilometri, la strada ha una larghezza continua di 7,5 metri, 36 tornanti e due strade laterali per spettacolari punti panoramici.                                                                                         |